# Discografia de Blackpink
A discografia de BLACKPINK, um grupo feminino sul-coreano, consiste em quatro álbuns de estúdio, três extended plays, três single álbuns, um single digital e três álbuns ao vivo.
BLACKPINK lançou seu single álbum digital de estreia SQUARE ONE em 8 de agosto de 2016. Inclui as músicas "BOOMBAYAH" e "WHISTLE".  Na Coreia do Sul, "WHISTLE" estreou no topo da Gaon Digital Chart, enquanto "BOOMBAYAH" se tornou o primeiro hit número um do grupo na World Digital Song Sales da Billboard. O grupo continuou seu sucesso com o lançamento do SQUARE TWO em 1 de novembro de 2016. O single álbum incluí "PLAYING WITH FIRE", que que vendeu mais de 2,5 milhões de cópias digitais na Coreia do Sul e se tornou o segundo hit número um do BLACKPINK na tabela World Digital Song Sales da Billboard. SQUARE TWO ficou em número 13 na tabela Top Heatseekers da Billboard e em número 2 na tabela World Albums nos Estados Unidos.
Em 27 de junho de 2017, o grupo lançou um single digital intitulado "As If It's Your Last", que se tornou a terceira música do grupo a atingir 2.500.000 downloads certificados na Coreia do Sul (depois de "WHISTLE" e "PLAYING WITH FIRE") e seu terceiro hit número um na tabela World Digital Song Sales da Billboard (depois de "BOOMBAYAH" e "PLAYING WITH FIRE"). No mesmo ano, em 30 de agosto de 2017, BLACKPINK estreou no Japão, com o EP RE: Blackpink, que apresentava edições em japonês das faixas existentes do grupo na época. O EP foi um sucesso comercial, estreando no topo da Oricon e vendeu mais de 80.000 cópias no mercado interno.
Em junho de 2018, o grupo lançou seu primeiro EP coreano SQUARE UP, que estreou no topo da Gaon Album Chart. SQUARE UP atingiu o número 40 na Billboard 200, e gerou o smash hit single "DDU-DU DDU-DU", que passou três semanas no topo da Gaon Digital Chart. "DDU-DU DDU-DU" também foi o primeiro single do grupo a entrar na parada da Billboard Hot 100, estreando e alcançando o número 55, e o quarto lugar na tabela World Digital Song Sales. Em abril de 2019, o single alcançou a certificação de platina para streaming e downloads na Coreia do Sul. Em 19 de outubro de 2018, o grupo colaborou com a cantora britânica Dua Lipa na faixa "Kiss and Make Up", alcançando sucesso comercial em todo o mundo. Em dezembro de 2018, o grupo lançou seu primeiro álbum de estúdio japonês, BLACKPINK IN YOUR AREA, que incluía todas as faixas de sua versão anterior, auto-intitulada em japonês, bem como versões japonesas das quatro faixas do SQUARE UP.
O segundo EP em coreano do grupo, KILL THIS LOVE, foi lançado digitalmente em 5 de abril de 2019. Uma versão física do álbum foi lançada mais tarde em 23 de abril de 2019. O EP recebeu críticas positivas e tem sido um sucesso comercial. KILL THIS LOVE vendeu mais de 350.000 cópias na China apenas na primeira semana, e cerca de 250.000 cópias físicas na Coreia do Sul nos primeiros 8 dias. KILL THIS LOVE atingiu o número 24 na parada de álbuns da Billboard 200. O single principal do EP, "Kill This Love", alcançou o número 41 na Billboard Hot 100, marcando o terceiro hit do grupo para entrar na tabela e estendendo seu recorde para o maior número de entradas e o single de maior sucesso de um ato feminino coreano na tabela. Foi também o terceiro single consecutivo do grupo a figurar no número 1 na parada World Digital Songs da Billboard.
Em junho de 2020, Blackpink lançou "How You Like That" como um single de pré-lançamento do álbum de estúdio coreano de estreia do grupo, THE ALBUM. A música alcançou a posição número um na Gaon Digital Chart e estreou na posição 33 na Billboard Hot 100. Isso combinou com o desempenho de seu single com Lady Gaga, "Sour Candy", que fez de BLACKPINK o gráfico mais alto e o único ato feminino coreano a registrar pelo menos duas músicas na Hot 100. O grupo lançou um novo single, intitulado "Ice Cream", em 28 de agosto, com a cantora americana Selena Gomez, que foi o segundo single de pré-lançamento de seu primeiro full album (álbum completo).
Blackpink intensificou seu domínio global com o lançamento da faixa "Pink Venom" em agosto de 2022. Esse single  marcou a primeira vez que o grupo feminino chegou ao topo da Billboard Global 200, consolidando sua presença internacional. Apenas algumas semanas depois, veio o aguardado álbum Born Pink, lançado em setembro com a poderosa "Shut Down", que repetiu o feito de liderar o ranking global. O impacto do álbum foi imediato e monumental: foram 2,2 milhões de cópias vendidas em apenas dois dias na Coreia, quebrando recordes como o álbum mais vendido da história entre artistas femininas do país. Fora da Ásia, o sucesso continuou. Born Pink não só liderou a Billboard 200 nos Estados Unidos, um feito raro para grupos femininos desde 2008, como também conquistou o topo das paradas britânicas, tornando-se o primeiro álbum de um girl group de K-pop a conseguir tal façanha.
Em julho de 2025, o grupo retornou com "Jump", mais um hit que garantiu o primeiro lugar na Billboard Global 200. A música também rendeu à Blackpink sua décima entrada na prestigiada Billboard Hot 100, ocupando a posição de número 28. Uma carreira marcada por feitos históricos e batidas inesquecíveis.

## Álbuns

### Álbuns de estúdio
| Título                                                                                   | Detalhes | Melhores posições nas tabelas | Melhores posições nas tabelas | Melhores posições nas tabelas | Melhores posições nas tabelas | Melhores posições nas tabelas | Melhores posições nas tabelas | Melhores posições nas tabelas | Melhores posições nas tabelas | Melhores posições nas tabelas | Vendas                                  |
| Título                                                                                   | Detalhes | COR                           | JAP                           | JAP                           | BEL                           | GER                           | ITA                           | SCO                           | UK                            | US                            | Vendas                                  |
| Título                                                                                   | Detalhes | COR                           | Oricon                        | Hot                           | BEL                           | GER                           | ITA                           | SCO                           | UK                            | US                            | Vendas                                  |
| Coreano                                                                                  | Coreano | Coreano                       | Coreano                       | Coreano                       | Coreano                       | Coreano                       | Coreano                       | Coreano                       | Coreano                       | Coreano                       | Coreano                                 |
| ---------------------------------------------------------------------------------------- | --- | ----------------------------- | ----------------------------- | ----------------------------- | ----------------------------- | ----------------------------- | ----------------------------- | ----------------------------- | ----------------------------- | ----------------------------- | --------------------------------------- |
| The Album                                                                                | - Lançamento: 2 de outubro de 2020 - Gravadoras: YG Entertainment, Interscope - Formatos: CD, download digital, streaming, LP                  | 1                             | 4                             | —                             | 8                             | 7                             | 17                            | 3                             | 2                             | 2                             | - : 1,274,677 - : 1,369,586 - : 117,000 |
| Born Pink                                                                                | - Lançamento: 16 de setembro de 2022 - Gravadoras: YG Entertainment, Interscope - Formatos: CD, Kit, LP, cassette, digital download, streaming | 1                             | —                             | —                             | —                             | 3                             | —                             | —                             | 1                             | 1                             | - : 3,006,124 - : 34,475 - : 101,500    |
| Japonês                                                                                  | |                               |                               |                               |                               |                               |                               |                               |                               |                               |                                         |
| Blackpink in Your Area                                                                   | - Lançamento: 5 de dezembro de 2018 - Gravadora: YGEX - Formatos: CD, DVD, download digital                                                    | —                             | 9                             | 12                            | —                             | —                             | —                             | —                             | —                             | —                             | - : 26,338                              |
| "—" indica lançamentos que não figuraram nas paradas ou não foram lançados nessa região. | |                               |                               |                               |                               |                               |                               |                               |                               |                               |                                         |

### Álbuns ao vivo
| Título                                                          | Detalhes |
| --------------------------------------------------------------- | --- |
| Blackpink Arena Tour 2018 "Special Final In Kyocera Dome Osaka" | - Lançamento: 13 de março de 2019 - Gravadora: YGEX - Formato: Download digital                                   |
| Blackpink 2018 Tour 'In Your Area' Seoul                        | - Lançamento: 30 de agosto de 2019 - Gravadora: YG Entertainment - Formato: Download digital                      |
| Blackpink 2019-2020 World Tour In Your Area-Tokyo Dome-         | - Lançamento: 14 de maio de 2020 - Gravadoras: YGEX, Interscope, Universal Music - Formatos: CD, download digital |

### Singleálbuns
| Título            | Detalhes | Melhores posições nas tabelas | Melhores posições nas tabelas | Melhores posições nas tabelas | Vendas      |
| Título            | Detalhes | COR                           | EUA                           | EUA                           | Vendas      |
| Título            | Detalhes | COR                           | Heat                          | World                         | Vendas      |
| ----------------- | --- | ----------------------------- | ----------------------------- | ----------------------------- | ----------- |
| Square One        | - Lançamento: 8 de agosto de 2016 - Gravadora: YG Entertainment - Formatos: Download digital, streaming                     | —                             | —                             | —                             |             |
| Square Two        | - Lançamento: 1 de novembro de 2016 - Gravadora: YG Entertainment - Formatos: Download digital, streaming                   | —                             | 13                            | 2                             | - : 1,000   |
| How You Like That | - Lançamento: 17 de julho de 2020 - Gravadora: YG Entertainment - Formatos: CD, download digital, streaming                 | 1                             | —                             | —                             | - : 302,752 |
| The Girls         | - Lançamento: 25 de agosto de 2023 - Gravadora: YG Entertainment, TakeOne - Formatos: Cassette, digital download, streaming | 1                             | —                             | —                             | - : 190,480 |

#### Single albuns japonês
| Título        | Detalhes                                                                                              | Melhores posições nas tabelas | Vendas     |
| Título        | Detalhes                                                                                              | JAP                           | Vendas     |
| ------------- | --- | ----------------------------- | ---------- |
| Ddu-Du Ddu-Du | - Lançamento: 22 de agosto de 2018 - Gravadora: YGEX - Formatos: CD, DVD, digital download, streaming | 7                             | - : 29,388 |

## Extended plays
| Título                                                                                   | Detalhes | Melhores posições nas paradas | Melhores posições nas paradas | Melhores posições nas paradas | Melhores posições nas paradas | Melhores posições nas paradas | Melhores posições nas paradas | Melhores posições nas paradas | Melhores posições nas paradas | Melhores posições nas paradas | Melhores posições nas paradas | Vendas                                       | Certificações   |
| Título                                                                                   | Detalhes | COR                           | AUS                           | AUT                           | CAN                           | FRA                           | JAP                           | SUÍ                           | UK                            | EUA                           | EUA World                     | Vendas                                       | Certificações   |
| Coreano                                                                                  | Coreano | Coreano                       | Coreano                       | Coreano                       | Coreano                       | Coreano                       | Coreano                       | Coreano                       | Coreano                       | Coreano                       | Coreano                       | Coreano                                      | Coreano         |
| ---------------------------------------------------------------------------------------- | --- | ----------------------------- | ----------------------------- | ----------------------------- | ----------------------------- | ----------------------------- | ----------------------------- | ----------------------------- | ----------------------------- | ----------------------------- | ----------------------------- | -------------------------------------------- | --------------- |
| Square Up                                                                                | - Lançamento: 15 de junho de 2018 - Gravadora: YG Entertainment - Formatos: CD, download digital                                                                      | 1                             | 61                            | 26                            | 21                            | 125                           | 11                            | 24                            | —                             | 40                            | 1                             | - : 369,302 - : 16,397                       | - KMCA: Platina |
| Kill This Love                                                                           | - Lançamento: 5 de abril de 2019 - Lançamento: 16 de outubro de 2019 (JPN) - Gravadoras: YG Entertainment, Interscope Records e YGEX - Formatos: CD, download digital | 3                             | 18                            | —                             | 8                             | —                             | 17                            | —                             | 40                            | 24                            | 1                             | - : 463,466 - : 696,557 - : 39.211 - : 9,100 | - KMCA: Platina |
| Japonês                                                                                  | |                               |                               |                               |                               |                               |                               |                               |                               |                               |                               |                                              |                 |
| Blackpink                                                                                | - Lançamento: 30 de agosto de 2017 - Relançamento: 28 de março de 2018 - Gravadora: YGEX - Formatos: CD, DVD, download digital                                        | —                             | —                             | —                             | —                             | —                             | 1                             | —                             | —                             | —                             | —                             | - : 81,450                                   |                 |
| "—" indica lançamentos que não figuraram nas paradas ou não foram lançados nessa região. | |                               |                               |                               |                               |                               |                               |                               |                               |                               |                               |                                              |                 |

## Singles

### Como artista principal
| Título                                                                                   | Ano  | Melhores posições nas tabelas | Melhores posições nas tabelas | Melhores posições nas tabelas | Melhores posições nas tabelas | Melhores posições nas tabelas | Melhores posições nas tabelas | Melhores posições nas tabelas | Melhores posições nas tabelas | Melhores posições nas tabelas | Melhores posições nas tabelas | Vendas                                        | Certificações                              | Álbum                     |
| Título                                                                                   | Ano  | COR                           | COR                           | CAN                           | FRA                           | JAP                           | JAP                           | NZ                            | UK                            | EUA                           | EUA                           | Vendas                                        | Certificações                              | Álbum                     |
| Título                                                                                   | Ano  | Gaon                          | Hot                           | CAN                           | FRA                           | Oricon                        | Hot                           | NZ                            | UK                            | Hot                           | World                         | Vendas                                        | Certificações                              | Álbum                     |
| ---------------------------------------------------------------------------------------- | ---- | ----------------------------- | ----------------------------- | ----------------------------- | ----------------------------- | ----------------------------- | ----------------------------- | ----------------------------- | ----------------------------- | ----------------------------- | ----------------------------- | --------------------------------------------- | ------------------------------------------ | ------------------------- |
| "Boombayah" (붐바야)                                                                     | 2016 | 7                             | *                             | —                             | 196                           | —                             | 15                            | —                             | —                             | —                             | 1                             | - : 605,048 - : 6,000                         | N/A                                        | Square One                |
| "Whistle" (휘파람)                                                                       | 2016 | 1                             | *                             | —                             | —                             | —                             | —                             | —                             | —                             | —                             | 2                             | - : 2,500,000 - : 6,000                       | N/A                                        | Square One                |
| "Playing with Fire" (불장난)                                                             | 2016 | 3                             | *                             | 92                            | —                             | —                             | 81                            | —                             | —                             | —                             | 1                             | - : 2,500,000 - : 2,000                       | N/A                                        | Square Two                |
| "Stay"                                                                                   | 2016 | 10                            | *                             | —                             | —                             | —                             | —                             | —                             | —                             | —                             | 4                             | - : 250,200 - : 3,000                         | N/A                                        | Square Two                |
| "As If It's Your Last"                                                                   | 2017 | 3                             | 2                             | 45                            | —                             | —                             | 19                            | —                             | —                             | —                             | 1                             | - : 2,500,000 - : 9,000                       | N/A                                        | Adicionado à nenhum álbum |
| "Ddu-Du Ddu-Du" (뚜두뚜두)                                                               | 2018 | 1                             | 1                             | 22                            | —                             | 7                             | 7                             | —                             | 78                            | 55                            | 1                             | - : 2,500,000 - : 33,784 - : 7,000            | - KMCA: Platina - RIAA: Ouro - RIAJ: Prata | Square Up                 |
| "Kill This Love"                                                                         | 2019 | 2                             | 2                             | 11                            | 126                           | —                             | 6                             | 24                            | 33                            | 41                            | 1                             | - : 8,604 - : 7,000                           | - RIAJ: Prata                              | Kill This Love            |
| "How You Like That"                                                                      | 2020 | 1                             | 1                             | 11                            | 78                            | —                             | 8                             | 14                            | 20                            | 33                            | 1                             | - : 2,993,881 - : 5,506 - : 16,400 - : 40,000 | - MC: Ouro - RIAJ: Prata                   | The Album                 |
| "Ice Cream" (com Selena Gomez)                                                           | 2020 | 8                             | 4                             | 11                            | 135                           | —                             | 56                            | 18                            | 39                            | 13                            | —                             | - : 1,004,554 - : 23,000                      | - MC: Ouro                                 | The Album                 |
| "Lovesick Girls"                                                                         | 2020 | 2                             | 2                             | 29                            | 130                           | —                             | 12                            | 35                            | 40                            | 59                            | 1                             | N/A                                           | N/A                                        | The Album                 |
| "Pink Venom"                                                                             | 2022 | 2                             | —                             | 4                             | —                             | —                             | 10                            | 9                             | 22                            | 22                            | 1                             | ASA                                           | ASA                                        | Born Pink                 |
| "Shut Down"                                                                              | 2022 | 3                             | —                             | 7                             | —                             | —                             | 15                            | 6                             | 24                            | 25                            | 1                             | ASA                                           | ASA                                        | Born Pink                 |
| "Jump"                                                                                   | 2025 | 1                             | 1                             | 19                            | —                             | —                             | 18                            | 13                            | 18                            | —                             | —                             | - : 4,264 - : 3,600                           |                                            | TBA                       |
| "—" indica lançamentos que não figuraram nas paradas ou não foram lançados nessa região. |      |                               |                               |                               |                               |                               |                               |                               |                               |                               |                               |                                               |                                            |                           |

### Singlespromocionais
| Título                       | Ano  | Melhores posições nas paradas | Melhores posições nas paradas | Melhores posições nas paradas | Melhores posições nas paradas | Melhores posições nas paradas | Melhores posições nas paradas | Melhores posições nas paradas | Melhores posições nas paradas | Melhores posições nas paradas | Melhores posições nas paradas | Vendas                          | Certificações | Álbum      |
| Título                       | Ano  | KOR                           | AUS                           | CAN                           | FIN                           | IRE                           | NZ                            | SCO                           | SGP                           | UK                            | US                            | Vendas                          | Certificações | Álbum      |
| ---------------------------- | ---- | ----------------------------- | ----------------------------- | ----------------------------- | ----------------------------- | ----------------------------- | ----------------------------- | ----------------------------- | ----------------------------- | ----------------------------- | ----------------------------- | ------------------------------- | ------------- | ---------- |
| "Sour Candy" (com Lady Gaga) | 2020 | 178                           | 8                             | 18                            | 15                            | 11                            | 12                            | 28                            | 1                             | 17                            | 33                            | - : 7,000 - : 80,000 - : 40,000 | - MC: Ouro    | Chromatica |
| "Ready For Love"             | 2022 | 52                            | —                             | —                             | —                             | —                             | —                             | —                             | 12                            | —                             | —                             |                                 |               | Born Pink  |
| "The Girls"                  | 2023 | —                             | —                             | —                             | —                             | —                             | —                             | —                             | 16                            | —                             | 69                            |                                 | - PMB: Ouro   |            |

## Colaborações
| Título                            | Ano  | Melhores posições nas paradas | Melhores posições nas paradas | Melhores posições nas paradas | Melhores posições nas paradas | Melhores posições nas paradas | Melhores posições nas paradas | Melhores posições nas paradas | Melhores posições nas paradas | Melhores posições nas paradas | Melhores posições nas paradas | Vendas     | Certificações                             | Álbum                      |
| Título                            | Ano  | KOR                           | AUS                           | CAN                           | FIN                           | GER                           | IRE                           | NZ                            | SWE                           | UK                            | US                            | Vendas     | Certificações                             | Álbum                      |
| --------------------------------- | ---- | ----------------------------- | ----------------------------- | ----------------------------- | ----------------------------- | ----------------------------- | ----------------------------- | ----------------------------- | ----------------------------- | ----------------------------- | ----------------------------- | ---------- | ----------------------------------------- | -------------------------- |
| "Kiss and Make Up" (com Dua Lipa) | 2018 | 75                            | 33                            | 44                            | 15                            | 48                            | 15                            | 32                            | 32                            | 36                            | 93                            | - : 11,000 | - ARIA: Platina - FIMI: Ouro - BPI: Prata | Dua Lipa: Complete Edition |

## Outras canções cartografadas
| Título | Ano  | Melhores posições nas tabelas | Melhores posições nas tabelas | Melhores posições nas tabelas | Melhores posições nas tabelas | Melhores posições nas tabelas | Melhores posições nas tabelas | Vendas        | Certificações   | Álbum          |
| Título | Ano  | COR                           | COR                           | JAP                           | NZ                            | UK                            | US World                      | Vendas        | Certificações   | Álbum          |
| Título | Ano  | Gaon                          | Hot                           | Hot                           | Hot                           | UK                            | US World                      | Vendas        | Certificações   | Álbum          |
| --- | ---- | ----------------------------- | ----------------------------- | ----------------------------- | ----------------------------- | ----------------------------- | ----------------------------- | ------------- | --------------- | -------------- |
| "Whistle" (acoustic ver.) | 2016 | 88                            | *                             | —                             | —                             | —                             | —                             | - : 31,423    | N/A             | Square Two     |
| "Forever Young" | 2018 | 2                             | 2                             | 36                            | 10                            | —                             | 4                             | - : 2,500,000 | - KMCA: Platina | Square Up      |
| "Really" | 2018 | 18                            | 8                             | —                             | —                             | —                             | 11                            | N/A           | N/A             | Square Up      |
| "See U Later" | 2018 | 26                            | 10                            | —                             | —                             | —                             | 12                            | N/A           | N/A             | Square Up      |
| "Don't Know What to Do" | 2019 | 38                            | 9                             | 49                            | 11                            | —                             | 4                             | N/A           | N/A             | Kill This Love |
| "Kick It" | 2019 | 89                            | 89                            | —                             | 17                            | —                             | 8                             | N/A           | N/A             | Kill This Love |
| "Hope Not" (아니길) | 2019 | 108                           | —                             | —                             | 20                            | —                             | 9                             | N/A           | N/A             | Kill This Love |
| "Pretty Savage" | 2020 | 45                            | 36                            | —                             | —                             | —                             | 2                             | N/A           | N/A             | The Album      |
| “Bet You Wanna” (feat. Cardi B) | 2020 | 34                            | 14                            | 99                            | —                             | 62                            | —                             | N/A           | N/A             | The Album      |
| "Crazy Over You" | 2020 | 106                           | 50                            | —                             | —                             | —                             | —                             | N/A           | N/A             | The Album      |
| "Love To Hate Me" | 2020 | 80                            | 48                            | —                             | —                             | —                             | —                             | N/A           | N/A             | The Album      |
| "You Never Know" | 2020 | 101                           | 51                            | —                             | —                             | —                             | 4                             | N/A           | N/A             | The Album      |
| "Typa Girl" | 2022 | 93                            | 93                            | —                             | 4                             | —                             | —                             |               |                 | Born Pink      |
| "Yeah Yeah Yeah" | 2022 | 53                            | 53                            |                               |                               |                               |                               |               |                 | Born Pink      |
| "Hard to Love" | 2022 |                               |                               |                               |                               |                               |                               |               |                 | Born Pink      |
| "The Happiest Girl" | 2022 |                               |                               |                               |                               |                               |                               |               |                 | Born Pink      |
| "Tally" | 2022 |                               |                               |                               |                               |                               |                               |               |                 | Born Pink      |
| "—" indica lançamentos que não figuraram nas paradas ou não foram lançados nessa região. "*" denota que a parada não existia naquele momento. |      |                               |                               |                               |                               |                               |                               |               |                 |                |